# Juan de Pablos
Juan de Pablos López (Cáceres, 19 de febrero de 1948) es un locutor español de radio especializado en programas musicales. Desde 1979 y hasta 2019 dirigió el programa Flor de Pasión en la emisora Radio 3 de Radio Nacional de España. También dirige Ozono, otro espacio musical, en Canal Extremadura Radio.

## Biografía
Sus primeros pasos como locutor los dio en Popular FM, junto a Manuel Domínguez, presentando el programa de Moncho Alpuente, Autorretrato, mientras éste se encontraba de vacaciones. Fue entonces cuando le presentó un proyecto de programa al por entonces director de la emisora, Gonzalo García Pelayo. El programa se llamó Ozono, y comenzó a emitirse en junio de 1972. En él pinchaba música country, rock y folk, en la onda de los The Byrds. Sin embargo cortaron la programación al año siguiente debido al control que ejercía el Ministerio de Información del régimen franquista. En la actualidad Ozono se emite en Canal Extremadura Radio.
Entre tanto estuvo trabajando en la elaboración de la revista musical AU (Apuntes Universitarios) junto a otros colaboradores de la radio. Editaron monográficos sobre Bob Dylan, The Kinks, el glam rock... El AU terminó cerrando, y Juan de Pablos se embarcó, junto al resto del equipo, en el proyecto de una nueva revista, llamada precisamente Ozono.
A finales de 1978 entró en la nueva emisora de Radio España, Onda 2, donde comenzó a emitir Flor de Pasión el 22 de enero de 1979. En los primeros años de la década de 1980, también colaborará, junto con Patricia Godes, en En el Aire, espacio que dirige Carlos Tena en RNE los sábados por la tarde. En junio de 1983 le hicieron una gran oferta en Radio El País, y se fue a trabajar allí. Pero en diciembre de 1984 se vio obligado a abandonar debido a un cambio en la dirección de la emisora que le impuso unos horarios muy restrictivos.
En 1985 vuelve a trabajar junto a Carlos Tena en el espacio musical de TVE, Auanbabulubabalambambú, realizando entrevistas a artistas tales como Ennio Morricone o Lio.
Finalmente, en 1986 (terminada la etapa de Auanbabulubabalambambú), Fernando Argenta, director de Radio 3, le propuso rescatar Flor de Pasión que fue realizado "el maestro" hasta el día 18 de enero de 2019 en que por problemas de salud tuvo que dejarlo. El programa, que en un principio pensó en la mejoría y vuelta de De Pablos, continuó durante unas semanas más hasta que fue retirado de emisión el día 22 de febrero de 2019. Según fuentes de la propia Radio 3: ""Flor de Pasión" es "Juan de Pablos" no tiene sentido sin él."
Otra de sus facetas ha sido su trabajo como actor, interpretando pequeños papeles en las películas El año de las luces de Fernando Trueba, La mujer de tu vida de Emilio Martínez Lázaro y en la reciente comedia lisérgica See you later Cowabunga! del director malagueño José Roberto Vila, entre otras.
Ha sido descubridor y padrino de toda una generación de grupos de pop español, dando a conocer en su programa maquetas y discos de artistas como Los Vegetales, Shock Treatment, Airbag, Depressing Claim,  FANTA,  Viernes13, Juniper Moon, Los Reactivos, Cola Jet Set... Y ejerciendo una gran influencia musical sobre muchos otros, como Los Fresones Rebeldes, La Buena Vida, Los Flechazos, La Monja Enana, La Casa Azul, Second Coming, Pauline en la Playa, Niza...

## Citas
"Forza, saluti a tutti, bacioni, auguri, in bocca al lupo, arrivederci e a presto pino!"